# Bob de Jong
Pour les articles homonymes, voir de Jong.
Bob Johannes Carolus de Jong, né le 13 novembre 1976 à Leimuiden, est un patineur de vitesse néerlandais spécialisé dans le 5000 et le 10000 mètres.

## Palmarès

### Jeux olympiques
- Jeux olympiques d'hiver de 1998 à Nagano ( Japon) :
  - 4e sur 5000 m
  -  Médaille d'argent sur 10 000 m
- Jeux olympiques d'hiver de 2002 à Salt Lake City ( États-Unis) :
  - 30e sur 5 000 m
  - 15e sur 10 000 m
- Jeux olympiques d'hiver de 2006 à Turin ( Italie) :
  - 6e sur 5000 m
  -  Médaille d'or sur 10 000 m
- Jeux olympiques d'hiver de 2010 à Vancouver ( Canada) :
  -  Médaille de bronze sur 10 000 m
- Jeux olympiques d'hiver de 2014 à Sotchi ( Russie) :
  -  Médaille de bronze sur 10 000 m

### Championnats du monde
- Championnats du monde simple distance de 1997 à Varsovie ( Pologne)
  -  Médaille de bronze sur 10 000 m
- Championnats du monde simple distance de 1998 à Calgary ( Canada)
  - 5e sur 5000 m
  -  Médaille d'argent sur 10 000 m

- Championnats du monde simple distance de 1999 à Heerenveen ( Pays-Bas)
  -  Médaille de bronze sur 5000 m
  -  Médaille d'or sur 10 000 m

- Championnats du monde simple distance de 2000 à Nagano ( Japon)
  -  Médaille d'argent sur 5000 m
  -  Médaille d'argent sur 10 000 m

- Championnats du monde simple distance de 2001 à Salt Lake City ( États-Unis)
  -  Médaille d'or sur 5000 m
  -  Médaille d'argent sur 10 000 m

- Championnats du monde simple distance de 2003 à Berlin ( Allemagne)
  -  Médaille d'argent sur 5000 m
  -  Médaille d'or sur 10 000 m

- Championnats du monde simple distance de 2004 à Séoul ( Corée du Sud)
  - 6e sur 5000 m
  -  Médaille d'argent sur 10 000 m

- Championnats du monde simple distance de 2005 à Inzell ( Allemagne)
  -  Médaille d'argent sur 5000 m
  -  Médaille d'or sur 10 000 m